# Marc Ricōs
Marc Ricós i Casajuana (El Masnou, 29 d'abril 1994), conegut com a Marc Ricōs, és un artista, vocalista, compositor, multi-instrumentista, productor i enginyer de so.
Marc Ricōs inicia una carrera en solitari amb el seu nom després de varis projectes, on destaca, per sobre de tots, el grup Okey Ok, que participà en esdeveniments destacables a nivell regional com poden ser l'aparició al disc de La Marató de TV3 (any 2013) amb el tema Dona'm, aparicions en ràdios i televisions catalanes com Catalunya Ràdio o Flaix FM, i actuacions per tot el territori on destaca el concert de La Mercè del 2013, a l'Avinguda de la Reina Maria Cristina de Barcelona, entre d'altres.
El seu primer senzill en solitari és Astronaut, auto-produït, i llançat el 7 de setembre de 2018. Posteriorment llança Born to Fight, el 16 d'agost de 2019, també auto-produït, i presentarà el seu proper senzill, Dicen, el 13 de desembre de 2019, primera obra en castellà de l'artista. Finalitza ajuntant aquestes cançons en el seu disc Prelude EP. Posteriorment, publica FREE i Alcohol. L'any 2023, Marc Ricós crea MRVS, la seva acadèmia privada de desenvolupament d'artistes.
L'agost de 2024, el Futbol Club Barcelona anuncia a la seva pàgina web els tres guanyadors del seu concurs "Cant del 125è Aniversari", on Marc Ricós n'és un dels guanyadors. Marc Ricós serà un dels tres autors d'un dels tres himnes que el FC Barcelona crearà per commemorar el 125è aniversari de l'entitat, que celebrarà el seu aniversari el 29 de novembre de 2024 al Gran Teatre del Liceu.
Paral·lelament a aquesta fita, Marc Ricōs anuncia el seu proper àlbum sencer, The Child, que veurà la llum el mateix mes de Novembre de 2024." The Child és un disc creatiu, amb l'influència d'estils molt arrelats al passat de Marc Ricós com el Rock progressiu, i amb la utilització abundant de compassos imparells.

Cinta Casset de l'àlbum The Child de Marc Ricōs